# Brendan Penny
Pour les articles homonymes, voir Penny (homonymie).
Brendan Penny est un acteur canadien né le 9 novembre 1978 à Ottawa.
Brendan Penny vit avec sa femme (ensemble depuis 2010), leurs deux enfants et leurs deux animaux de compagnie - un chien appelé Daphne et un chat nommé Pumpkin à Tofino, dans l’île de Vancouver.

## Biographie
Brendan Penny est né le 9 novembre 1978 à Ottawa en Ontario, et il a grandi à Ottawa et à London (Ontario). Il a réalisé ses études au Fanshawe College à London en Ontario, puis il est entré à la Lyric School Acting à Vancouver, où il a déménagé en 2002 pour poursuivre sa carrière d'acteur. Après plusieurs rôles à la télévision, il a commencé à être connu pour son rôle de A.J. Varland dans Whistler.

## Carrière
De 2016 à 2022, il apparaît dans le casting principal de la série Chesapeake Shores dans le rôle de Kevin O'Brien sur la chaîne Hallmark Channel.

## Filmographie

### Films
- 2009 : I Love You, Beth Cooper de Chris Columbus : Sean

### Télévision

#### Téléfilms
- 2009 : Une vie en danger (en) (Held Hostage) de Grant Harvey : Chris Clark
- 2013 : Les Cœurs patients (The Wedding Chapel) : Mike
- 2014 : Lieutenant Nounou (Along Came a Nanny) : Dean Bartons
- 2014 : Heavenly Match : David Swenson
- 2015 : Un Noël à la maison ('Tis the Season for Love) : Dean Hubert
- 2015 : Enquêtes gourmandes : Meurtre quatre étoiles (The Gourmet Detective: A Healthy Place to Die) de Scott Smith : Eric
- 2016 : Une idylle d'automne (Autumn In The Vineyard) : Nate DeLuca
- 2017 : Une idylle d'été (Summer in the Vineyard) : Nate DeLuca
- 2017 : La Recette du grand amour (A Dash of Love) : Paul Dellucci
- 2017 : Un Noël à New York (Magical Christmas Ornaments) : Nate
- 2018 : Le Gala de Noël (Pride, Prejudice and Mistletoe) : Luke Bennet
- 2019 : Une idylle de Saint-Valentin (Valentine in the Vineyard) : Nate de Luca
- 2019 : Coup de foudre & chocolat (Easter Under Wraps) : Bryan
- 2020 : Amour, Duel et Pâtisserie (The Secret Ingredient) : Andrew York
- 2020 : A Little Christmas Charm : Greg Matthews
- 2021 : Là où se cache l'amour (Beverly Hills Wedding) : Cory

#### Séries télévisées
- 2006 : Whistler : A.J. Varland (saison 1, 13 épisodes)
- 2006-2012 : Supernatural :  Steve / Demon (2 épisodes)
- 2009 : The Assistants (en) : Danny Newell (13 épisodes)
- 2013-2016 : Motive : Détective Brian Lucas (52 épisodes)
- 2016 - 2022 : Chesapeake Shores : Kevin O'Brien
- 2019 : Beverly Hills : BH90210 : Wyatt Jackson, garde du corps de Jennie Garth

## Distinctions
| Année | Prix       | Catégorie                                                     | Nomination | Résultat   |
| ----- | ---------- | ------------------------------------------------------------- | ---------- | ---------- |
| 2007  | Leo Awards | Meilleure performance masculine dans une série dramatique     | Whistler   | Nomination |
| 2017  | Leo Awards | Meilleur acteur dans un second rôle dans une série dramatique | Motive     | Nomination |